# Ennetbürgen
Ennetbürgen är en ort och kommun i kantonen Nidwalden, Schweiz. Orten ligger vid Vierwaldstättersjön. Kommunen har 5 288 invånare (2023).